# Just Juel

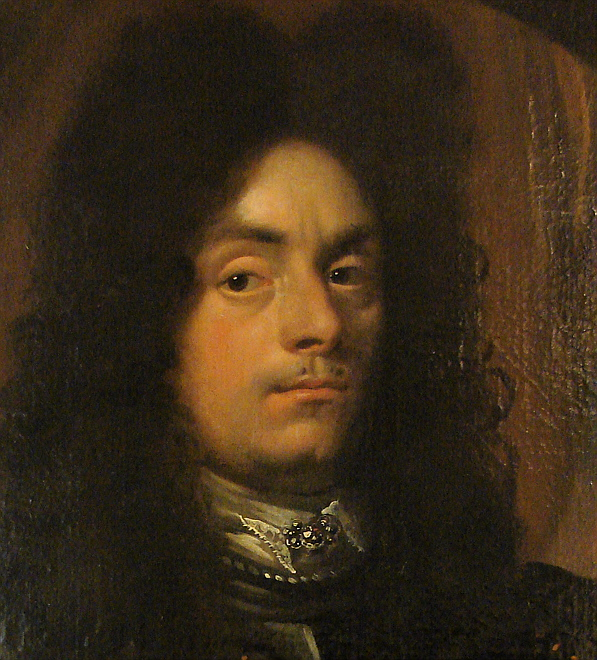
Just Juel auf dem Gemälde eines unbekannten Künstlers im Marine- und Seefahrtsmuseum Christianshavn

Just Juel (* 14. Oktober 1664 in Viborg; † 8. August 1715 in der Seeschlacht bei Jasmund) war ein dänischer Admiral und Diplomat im Großen Nordischen Krieg.

## Familie
Just Juel war Sohn des Henrik Juel (1628–1707) aus Lindbjærg und der Sophie Høg. Er war ein Enkel von Jens Juel (1594–1636). Am 29. Dezember 1702 heiratete er Adele Bielke, eine Tochter des Admirals Christian Bielke. Die Ehe war nur von kurzer Dauer; denn Adele starb bereits am 15. Juni 1706.

## Laufbahn
Juel studierte zunächst von 1680 bis 1682 an der neuen Christian-Albrechts-Universität zu Kiel. Er erhoffte sich eine Karriere als Diplomat der Krone Dänemark-Norwegen in Deutschland. Als seine Bemühungen scheiterten, wandte er sich dem Militärdienst zu. 1684 bereiste er die Republik der Sieben Vereinigten Provinzen. Er trat als Offizieranwärter in die Koninklijke Marine und blieb vier Jahre in niederländischen Diensten.
Sein Verwandter, der Admiral Niels Juel, ernannte ihn nach seiner Rückkehr nach Dänemark zum Leutnant. Er wurde zuerst dem Admiral Henrik Span unterstellt. Wenig später segelte er, ebenso wie der spätere Admiral Peter Raben, unter Admiral von Stöcken in das Königreich Schottland. Im Jahr 1690 folgte seine Ernennung zum Kommandanten der Fregatte Hvide Falk, die während einer Fahrt nach Frankreich sank. 1693 wurde er Kommandant des Linienschiffs Lindormen.
Beim Ausbruch des Großen Nordischen Krieges war Juel erster Flaggkapitän von Generaladmiral Ulrik Christian Gyldenløve, dem Halbbruder von Friedrich IV. (Dänemark und Norwegen). 1704 kommandierte Juel die königliche Jacht. Auf einer Reise nach Norwegen wurde Juel nach der Ankunft in Frederiksstad zum Kommandør befördert.
Als Dänemark mit der Unterzeichnung des Allianzvertrages von Kopenhagen im Oktober 1709 sich wieder im Krieg mit Schweden befand, entsandte der dänische König Juel an den Hof des Zaren Peter des Großen. Bis 1712 war Juel als dänischer Botschafter im Zarentum Russland tätig. Seine Erlebnisse in Russland schrieb er in einem Tagebuch nieder. Dieses wurde im Jahre 1893 unter dem Titel En Rejse til Rusland under tzar Peter. (Eine Reise nach Russland unter Zar Peter.) veröffentlicht. Herausgeber war der Schriftsteller und Historiker Gerhard Leslie Grove.
Nach seiner Rückkehr wurde Juel zum Vizeadmiral ernannt. Während der Seeschlacht bei Jasmund befand sich Juel mit seinem Schiff in der Vorhut der dänischen Flotte. Juel wurde während der acht Stunden dauernden Seeschlacht von einer Kanonenkugel getroffen und tödlich verwundet. Sein Leichnam wurde nach Beendigung der Schlacht geborgen, nach Dänemark überführt und im Dom von Roskilde beigesetzt.